# Nền kinh tế quà tặng
Nền kinh tế quà tặng hay văn hóa quà tặng là một hệ thống trao đổi trong đó người ta tặng nhau những món quà có giá trị, mà không cần trả tiền hoặc có thỏa thuận rõ ràng về việc đáp lễ. Trong nền kinh tế quà tặng, việc tặng quà không chỉ là một hành động mang tính cá nhân, mà còn là một quy tắc xã hội. Khi tặng quà, người ta không chỉ muốn thể hiện tình cảm, mà còn muốn duy trì mối quan hệ với người nhận. Mặc dù có thể có sự mong đợi về sự đáp lễ, nhưng quà tặng không phải là một cuộc trao đổi hàng hóa hoặc dịch vụ. Nó khác với nền kinh tế trao đổi hàng hóa hoặc nền kinh tế thị trường ở chỗ, trong nền kinh tế quà tặng, quà tặng không được trao đổi trực tiếp với tiền bạc.
Bản chất của nền kinh tế quà tặng là chủ đề tranh luận của các nhà nhân học. Nghiên cứu về nền kinh tế quà tặng bắt đầu từ mô tả của Bronisław Malinowski về vòng Kula ở quần đảo Trobriand. trong chiến tranh thế giới thứ nhất. Việc buôn bán Kula giống như tặng quà vì người Trobrianders coi việc tặng quà là một cách để thể hiện tình cảm và mối quan hệ với người khác. Cuộc tranh luận của Malinowski và Marcel Mauss về nền kinh tế quà tặng đã chỉ ra rằng trao đổi quà tặng không chỉ đơn thuần là một hình thức trao đổi vật chất, mà còn là một cách để xây dựng và duy trì các mối quan hệ xã hội.
Theo các nhà nhân chủng học Maurice Bloch và Jonathan Parry, mối quan hệ bất ổn giữa trao đổi thị trường và trao đổi phi thị trường là một trong những chủ đề được nghiên cứu nhiều nhất trong lĩnh vực nhân học. Một số người cho rằng nền kinh tế quà tặng giúp xây dựng cộng đồng, trong khi thị trường lại gây tổn hại cho mối quan hệ cộng đồng.

## Nguyên tắc trao đổi quà tặng
Theo nhà nhân chủng học Jonathan Parry, cuộc tranh luận về bản chất của quà tặng và sự tồn tại của một hệ thống kinh tế riêng biệt dựa trên trao đổi quà tặng đã bị ảnh hưởng bởi cách hiểu phiến diện về quà tặng trong xã hội thị trường hiện đại phương Tây. Ông cho rằng, thông qua phân tích các hình thức trao đổi khác nhau trong lịch sử và văn hóa, các nhà nhân chủng học đã chỉ ra rằng không có một hành vi trao đổi quà tặng phổ quát nào tồn tại. Theo ông, ý tưởng về một món quà "lòng thành" hoàn toàn có khả năng nhất là xuất hiện trong các xã hội có sự phân hóa cao với phân công lao động tiên tiến và một lĩnh vực thương mại đáng kể.
Nhà nhân chủng học Annette Weiner cho rằng, việc nói về một nền kinh tế quà tặng trong một xã hội phi thị trường là một cách hiểu phiến diện về các mối quan hệ trao đổi trong các xã hội này. Theo Weiner, các mối quan hệ trao đổi trong các xã hội phi thị trường thường mang những đặc điểm riêng biệt, không giống như các mối quan hệ trao đổi trong nền kinh tế thị trường. Cuộc tranh luận kinh điển giữa Bronislaw Malinowski và Marcel Mauss về bản chất của trao đổi quà tặng đã chỉ ra những khác biệt cơ bản giữa trao đổi quà tặng trong xã hội phi thị trường và trao đổi hàng hóa trong nền kinh tế thị trường. Weiner cho rằng, các mối quan hệ trao đổi trong các xã hội phi thị trường thường được "lồng ghép" vào các thể chế chính trị, gia đình hoặc tôn giáo.

### Quyền sở hữu và khả năng chuyển nhượng
Tặng quà là một hình thức chuyển giao quyền sở hữu đối với một vật cụ thể. Tuy nhiên, bản chất của các quyền sở hữu đó có thể khác nhau tùy theo từng xã hội, từ văn hóa này sang văn hóa khác. Chúng không phải là phổ quát. Do đó, bản chất của việc tặng quà cũng bị thay đổi bởi loại chế độ tài sản hiện hành.
Tài sản không phải là một đồ vật, mà là mối quan hệ giữa con người với đồ vật. Mối quan hệ này là một mối quan hệ xã hội, chi phối hành vi của con người trong việc sử dụng và bố trí đồ vật. Các nhà nhân chủng học phân tích những mối quan hệ này dưới dạng các nhóm quyền sở hữu khác nhau của các chủ thể (cá nhân hoặc doanh nghiệp) đối với các đồ vật. Một ví dụ điển hình về mối quan hệ giữa tài sản và quyền sở hữu là cuốn sách đã mua mà tác giả giữ bản quyền. Mặc dù sách là một loại hàng hóa, được mua bán trên thị trường, nhưng nó vẫn không hoàn toàn xa lạ với người tạo ra nó, người vẫn nắm giữ nó. Chủ sở hữu cuốn sách bị giới hạn những gì anh ta có thể làm với cuốn sách theo quyền của người sáng tạo. Nhà nhân chủng học Annette Weiner đã lập luận rằng khả năng cho đi trong khi vẫn giữ quyền đối với quà tặng/hàng hóa là một đặc điểm quan trọng của văn hóa tặng quà được mô tả bởi Bronislaw Malinowski và Marcel Mauss.
Trong ví dụ về cuốn sách, tác giả có quyền sở hữu đối với cuốn sách, bao gồm quyền sử dụng, định đoạt, và hưởng lợi từ cuốn sách. Tuy nhiên, quyền sở hữu này không phải lúc nào cũng tuyệt đối. Trong một số trường hợp, quyền sở hữu có thể bị hạn chế bởi các quy định của pháp luật hoặc phong tục tập quán. Trong nhiều xã hội, tài sản có thể được sở hữu bởi một nhóm người, chứ không phải bởi một cá nhân. Ví dụ, đất đai có thể được sở hữu bởi một dòng tộc, hoặc rừng có thể được sở hữu bởi một cộng đồng. Trong những trường hợp này, quyền sở hữu thường được chia thành các nhóm quyền khác nhau, chẳng hạn như quyền sử dụng, quyền định đoạt, và quyền hưởng lợi. Khi nhiều người nắm giữ quyền đối với cùng một đồ vật, việc tặng quà có ý nghĩa rất khác so với việc tặng tài sản riêng. Trong trường hợp này, chỉ một số quyền đối với đối tượng đó có thể được chuyển giao. Điều này có nghĩa là đối tượng đó vẫn bị ràng buộc với chủ sở hữu công ty của nó. Như vậy, những loại đồ vật này là tài sản không thể chuyển nhượng, đồng thời được giữ khi cho đi.

### Quà tặng và cống phẩm
Nghiên cứu của Bronislaw Malinowski về vòng Kula ở quần đảo Trobriand đã trở thành một trong những tác phẩm kinh điển của nhân chủng học. Marcel Mauss, một nhà nhân chủng học người Pháp, đã phản bác quan điểm của Malinowsky. Trong tác phẩm "The Gift" ("Essai sur le don", 1925), Mauss cho rằng trao đổi quà tặng không chỉ là một hình thức trao đổi hàng hóa, mà còn là một hình thức trao đổi xã hội. Ông lập luận rằng việc tặng quà không chỉ mang động cơ ích kỷ, mà còn mang động cơ xã hội, chẳng hạn như thể hiện lòng trung thành, sự tôn trọng, hoặc sự hợp tác.
Marcel Mauss, một nhà nhân chủng học người Pháp, đã có một quan điểm khác biệt về trao đổi quà tặng so với Bronislaw Malinowski. Mauss cho rằng trao đổi quà tặng không chỉ là một hình thức trao đổi hàng hóa, mà còn là một hình thức trao đổi xã hội. Theo Mauss, trao đổi quà tặng là một nghĩa vụ, một dịch vụ được cung cấp ngoài nghĩa vụ, giống như dịch vụ cộng đồng. Những món quà trong trao đổi quà tặng không phải là những mặt hàng có thể chuyển nhượng để mua bán, mà giống như những viên ngọc quý trên vương miện, thể hiện danh tiếng, lịch sử và bản sắc của một "nhóm họ hàng tập đoàn", chẳng hạn như dòng dõi của các vị vua.
Cả Malinowski và Mauss đều đồng ý rằng trao đổi quà tặng/tiền gửi trong các xã hội phi thị trường không thể phân biệt rõ ràng với nhau. Theo họ, trao đổi quà tặng/tiền gửi không chỉ phục vụ các chức năng kinh tế, mà còn phục vụ các chức năng quan hệ họ hàng, tôn giáo và chính trị.

### Tài sản không thể chuyển nhượng

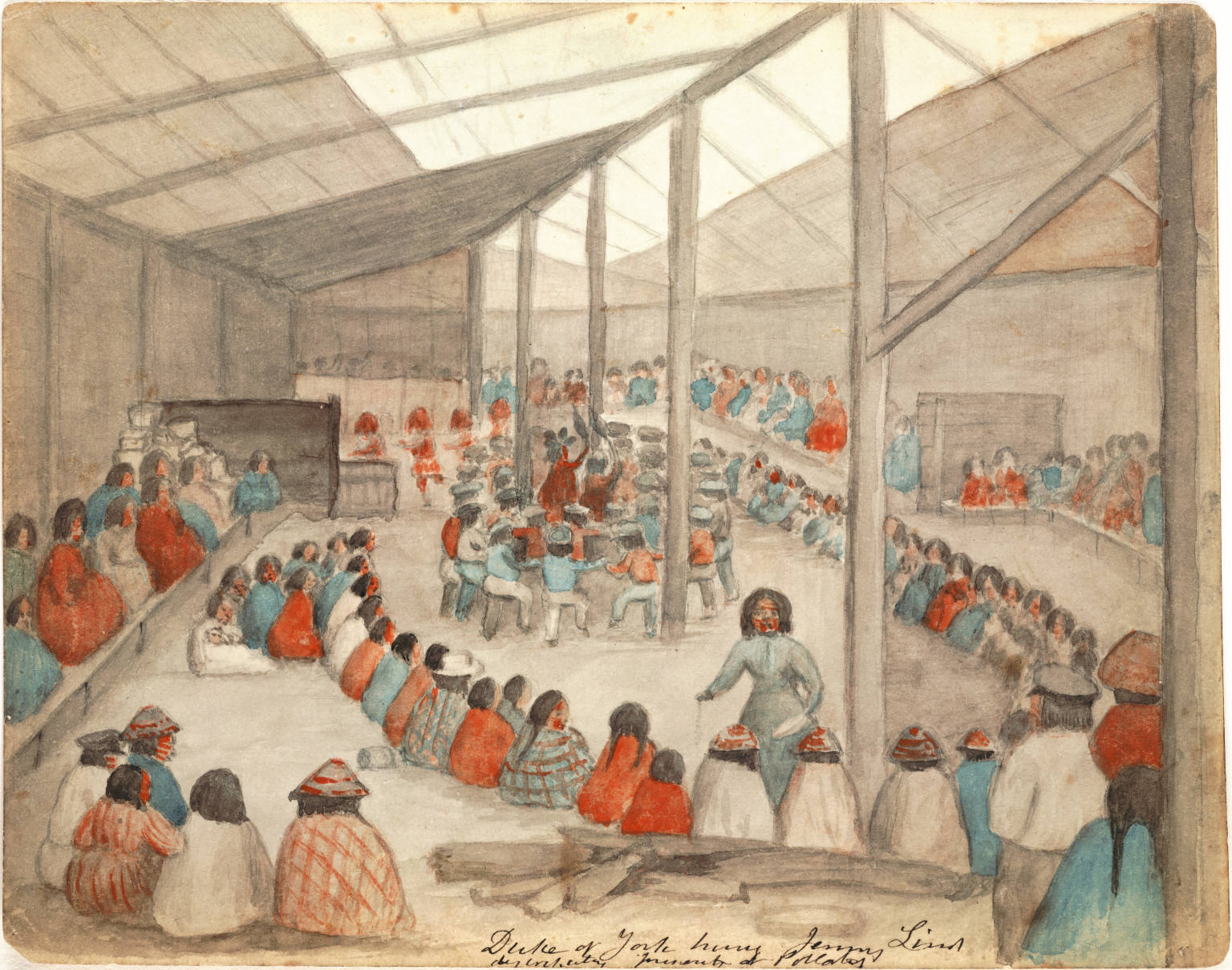
Bức tranh màu nước của James G. Swan, được vẽ vào năm 1880, miêu tả một lễ hội của người Klallam ở Port Townsend. Trong bức tranh, tù trưởng Chetzemoka đang ngồi trên một chiếc ghế cao ở trung tâm. Một trong những người vợ của ông phân phát quà tặng cho đám đông người Klallam đang ngồi xung quanh.

Khái niệm về trao đổi toàn diện, được phát triển bởi nhà nhân chủng học Marcel Mauss. Bà cho rằng trong các xã hội phi thị trường, trao đổi quà tặng không chỉ là một hình thức trao đổi vật chất, mà còn là một hình thức trao đổi xã hội. Bà đã đến thăm lại địa điểm thực địa của Malinowski ở Quần đảo Trobriand, nơi ông đã nghiên cứu về vòng Kula. Weiner đã đưa ra hai lời phê bình đối với nghiên cứu của Malinowski. Thứ nhất, xã hội Đảo Trobriand theo chế độ mẫu hệ và phụ nữ nắm giữ nhiều quyền lực kinh tế và chính trị. Tuy nhiên, Malinowski đã tập trung nghiên cứu về trao đổi quà tặng của nam giới, và bỏ qua vai trò của phụ nữ trong các hoạt động trao đổi này. Thứ hai, Weiner phát triển lập luận của Mauss về tính có đi có lại và "tinh thần của món quà" dưới góc độ "tài sản không thể chuyển nhượng: nghịch lý của việc giữ trong khi cho". Phê bình của Weiner về khái niệm trao đổi toàn diện đã góp phần làm rõ ý nghĩa của trao đổi quà tặng trong các xã hội phi thị trường. Bà đã chỉ ra rằng, trao đổi quà tặng không chỉ là một hình thức trao đổi vật chất, mà còn là một hình thức trao đổi xã hội.
Nhà nhân chủng học người Pháp Maurice Godelier  đã tiếp tục phân tích của Weiner về tài sản không thể chuyển nhượng trong cuốn sách The Enigma of the Gift (1999). Albert Schrauwers lập luận rằng những xã hội mà Weiner và Godelier sử dụng làm ví dụ, bao gồm vòng Kula ở Trobriands, Potlatch của người bản địa ở bờ biển Tây Bắc Thái Bình Dương và Toraja ở Nam Sulawesi, Indonesia, đều có đặc điểm là các nhóm họ hàng quý tộc có thứ bậc. Các nhóm này phù hợp với mô hình "Hiệp hội Gia đình" của Claude Lévi-Strauss, trong đó "gia đình" bao gồm cả dòng dõi quý tộc và tài sản của họ. Số lượng quyền hạn được trao cho các nhóm này để bảo tồn tài sản của họ và duy trì vị trí của họ trong xã hội có thứ bậc.

### Đáp trả và tinh thần của quà tặng
Theo Chris Gregory, tính đáp trả là một mối quan hệ trao đổi giữa hai bên, mà chúng ta thường gọi một cách không chính xác là tặng quà. Gregory cho rằng, khi tặng quà cho bạn bè hoặc cả kẻ thù tiềm tàng, chúng ta đang đặt họ vào vị trí nợ nần. Để duy trì mối quan hệ này, phải có khoảng thời gian giữa món quà và món quà đáp lại. Một trong hai bên luôn phải trong trạng thái nợ nần. Marshall Sahlins lấy ví dụ về quà sinh nhật để minh họa cho quan điểm này. Quà sinh nhật được tặng vào một thời điểm nhất định trong năm, và người nhận có nghĩa vụ phải đáp lại trong một khoảng thời gian nhất định. Nếu người nhận quên tặng quà đáp lại, mối quan hệ giữa hai người có thể bị chấm dứt. Gregory nhấn mạnh rằng, nếu không có mối quan hệ nợ nần, thì không có tính đáp trả. Điều này phân biệt giữa một nền kinh tế quà tặng và một món quà thực sự. Trong một nền kinh tế quà tặng, người tặng quà luôn mong đợi nhận lại một thứ gì đó, dù là tương đương hay không. Trong khi đó, một món quà thực sự được trao đi mà không mong đợi nhận lại.
Trong cuốn "Stone Age Economics " xuất bản năm 1972, nhà nhân chủng học người Mỹ Marshall Sahlins đã nêu ra ba hình thức chính của sự qua lại, tức cách con người trong các xã hội truyền thống trao đổi hàng hóa và dịch vụ dựa trên những quy tắc bất thành văn về nghĩa vụ và lòng biết ơn. Nhìn chung, trong các nhóm họ hàng gần gũi, người ta thường thực hiện trao đổi tặng vật. Càng xa về mối quan hệ, kiểu trao đổi sẽ càng thiên về cân bằng hoặc tiêu cực hơn.

### Từ thiện, nợ nần và "cái bẫy của lòng hảo tâm"
Jonathan Parry, một nhà nhân học người Anh, cho rằng ý tưởng về "món quà tinh khiết" là một khái niệm trừu tượng, thường chỉ xuất hiện trong các xã hội có sự phân hóa cao, phân công lao động phức tạp và một khu vực thương mại lớn. Ông lấy ví dụ về việc bố thí ở Ấn Độ (Dāna), để cho thấy rằng "món quà tinh khiết" của lòng hảo tâm không mong cầu báo đáp có thể trở thành "cái bẫy". Theo Parry, món quà bố thí ở Ấn Độ là một hành động mang tính chất áp đặt. Người tặng bố thí không chỉ trao tặng vật phẩm vật chất, mà còn trao tặng cho người nhận bố thí một vị thế thấp kém và một món nợ. David Graeber, một nhà nhân học người Mỹ, cũng có quan điểm tương tự. Ông lưu ý rằng giữa những người không ngang hàng thì không mong đợi có sự đáp trả. Nếu bạn tặng một đô la cho một người ăn xin, anh ấy sẽ không trả lại lần sau bạn gặp. Nhiều khả năng, anh ấy sẽ xin thêm, làm giảm đi phẩm giá của mình. Graeber cũng chỉ ra rằng nhiều người buộc phải chấp nhận lòng hảo tâm cảm thấy bị kỳ thị. Trong hệ thống trao đổi Moka ở Papua New Guinea, nơi những người cho quà trở thành "lãnh chúa", những người nợ họ và không thể trả lại "lãi" được gọi là "những kẻ rác rưởi".